# Гусина Поляна
Гу́сина Поля́на — село в Україні, у Зміївській міській громаді Чугуївського району Харківської області. Населення становить 623 осіб. До 2020 орган місцевого самоврядування — Борівська сільська рада.

## Географія

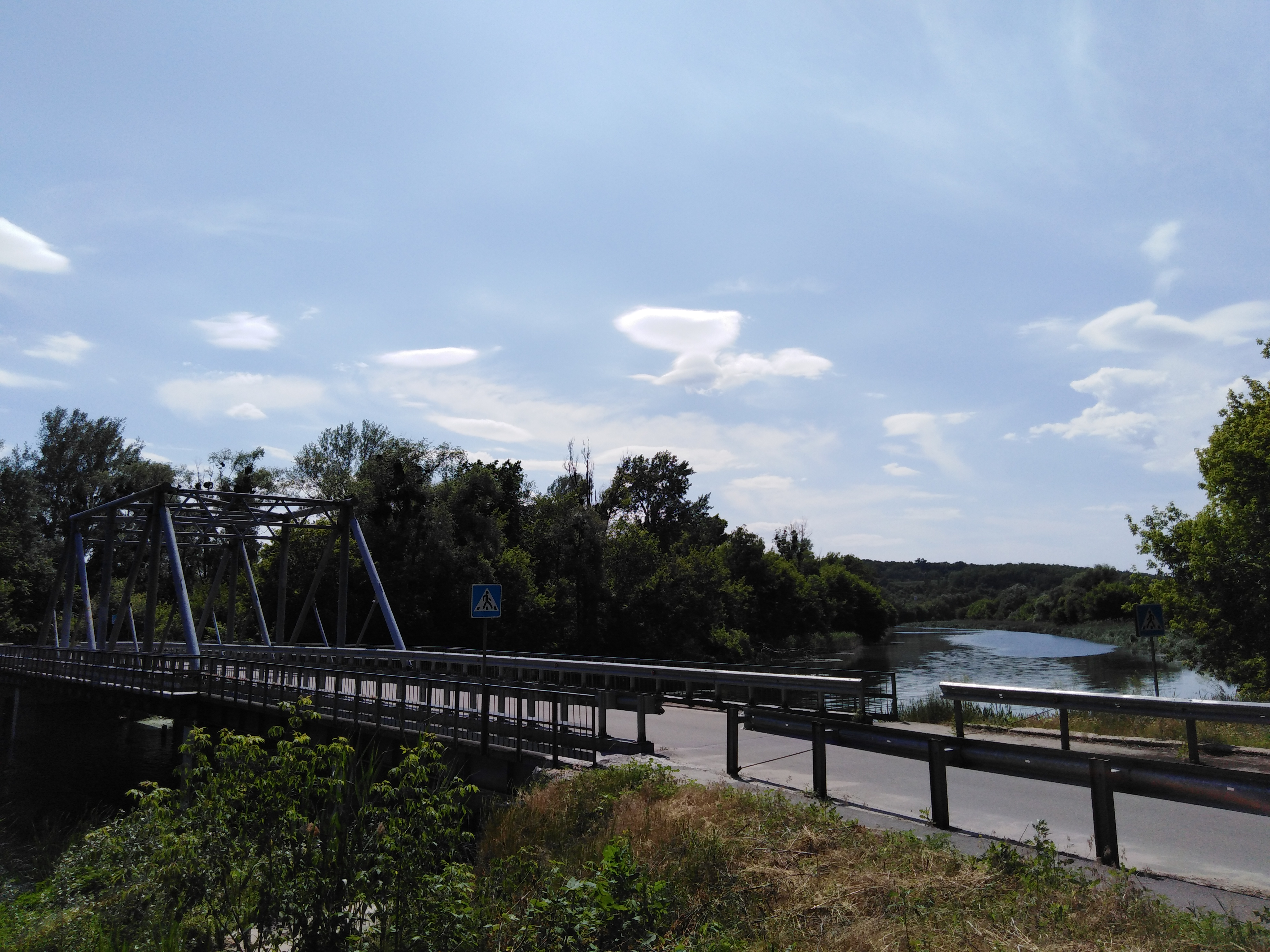
Міст через річку Уди, між селами Гусина Поляна (Зміївський район) та Васищеве (Харківський район)

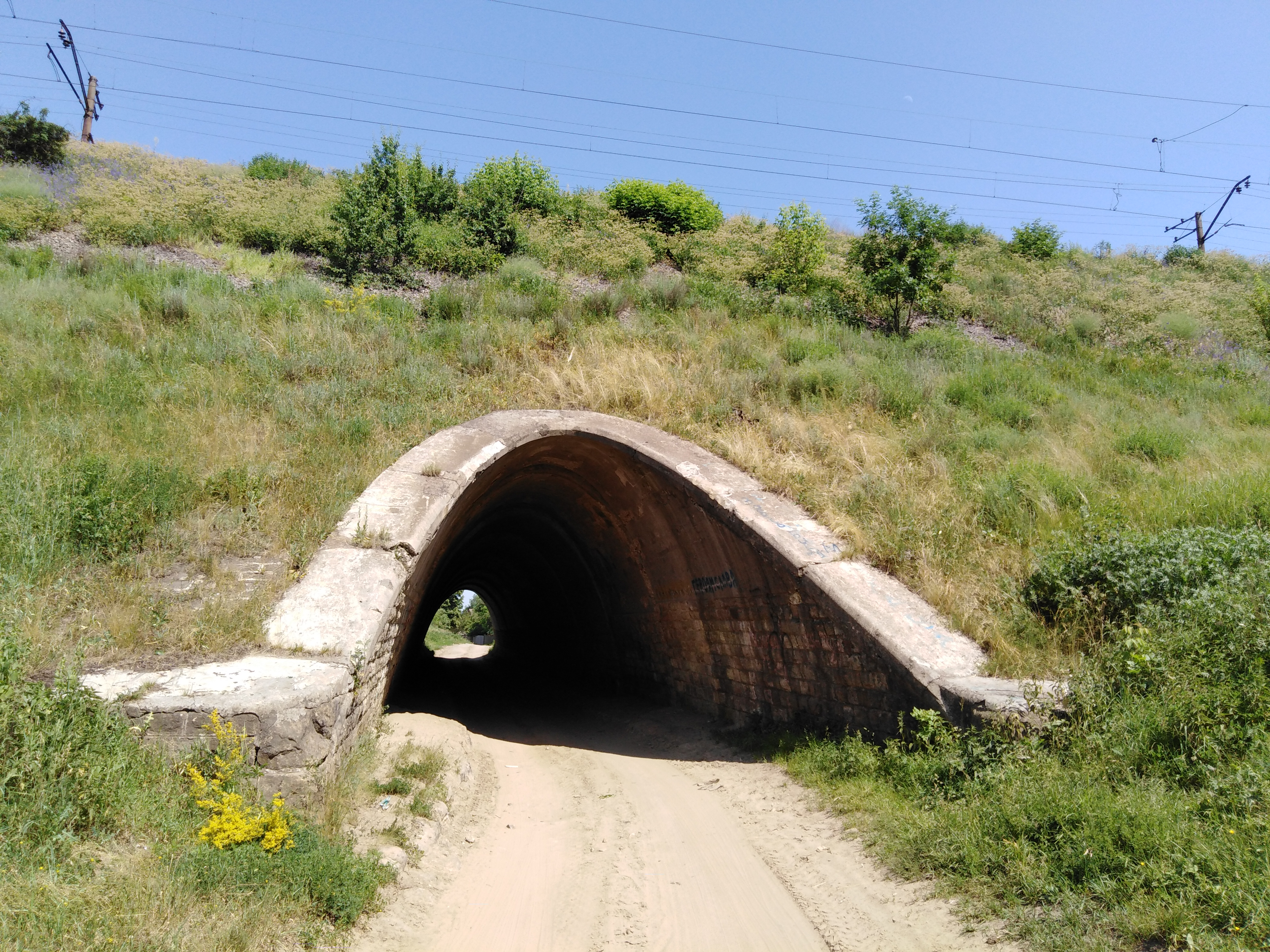
Тунель під залізничним насипом у перегоні зупинними пунктами Борівська Південна та Васищеве. Тунель розташовано на виїзді з села Гусина Поляна

Село Гусина Поляна знаходиться на правому березі річки Уда, вище за течією на відстані 3 км розташоване селище Хорошеве, нижче за течією примикають села Петрищеве і Борова, на протилежному березі селище Васищеве. Русло річки звивисте, утворює багато лиманів і озер. Поруч із селом залізнична зупинка Васищеве. До села примикає великий лісовий масив — ліс Чорний.

## Історія
- 1903 — рік заснування. Назва села походить від урочища Гусина Поляна, яке згадувалося ще у XVII столітті[1].
- 12 червня 2020 року, відповідно до Розпорядження Кабінету Міністрів України  № 725-р «Про визначення адміністративних центрів та затвердження територій територіальних громад Харківської області», увійшло до складу Зміївської міської громади.[2]
- 19 липня 2020 року, в результаті адміністративно-територіальної реформи та ліквідації Зміївського району, село увійшло до складу Чугуївського району Харківської області[3].

## Населення

### Мова
Розподіл населення за рідною мовою за даними перепису 2001 року:
| Мова       | Кількість | Відсоток |
| ---------- | --------- | -------- |
| російська  | 549       | 88.12%   |
| українська | 74        | 11.88%   |
| Усього     | 623       | 100%     |

## Економіка
- Свино-товарна ферма.

## Об'єкти соціальної сфери
- Школа.
- Фельдшерсько-акушерський пункт.